# Mamon
Mamon (hebr. ממון), prema Novom zavjetu izraz koji označava novac i materijalno bogatstvo ili entitet koji obećava bogatstvo. U demonologiji, Mamon je demon, jedan od sedam prinčeva pakla, koji personificira pohlepu za materijalnim vrijednostima i neutaživu želju za bogaćenjem.
Tijekom srednjeg vijeka opisivao se većinom kao zli demon ili božanstvo i proglašen je demonom pohlepe, kao jedan od sedam demona vezanih uz sedam smrtnih grijeha. U Izgubljenom raju Johna Miltona (1608. – 1674.) opisuje se kao jedan od palih anđela koji cijeni iznad svega materijalno bogatstvo.

## Vanjske poveznice
|  | Zajednički poslužitelj ima još gradiva o temi Mamon |

- Mamon Hrvatska enciklopedija
- Mamon Proleksis enciklopedija
- Mamon Britannica (engl.)
- Mamon encyclopedia.com (engl.)
- Mamon Catholic Encyclopedia (engl.)